# Ildjarn
Ildjarn è stata una one-man band black metal norvegese, fondata nel 1991 a Bø.

## Storia degli Ildjarn
L'unico membro era Vidar Vaaer, comunque alcune opere sono state realizzate in collaborazione con il musicista conosciuto come Nidhogg. Ildjarn aveva registrato la sua musica fino al 1997, ma ha ufficialmente dichiarato la fine del suo percorso artistico nel 2005. La musica Ildjarn è una varietà molto semplicistica e lo-fi del black metal, nella quale la maggior parte delle canzoni sono composte di ritmi basici di batteria, un paio di riff e testi incomprensibili. Lo stile della band è stato paragonato all'hardcore punk nella sua ferocità semplicistica e per la brevità delle canzoni. Due album sono stati realizzati interamente con un sintetizzatore. Da tutta la musica pubblicata, l'unica canzone di Ildjarn, il cui testo è stato reso noto è "Eksistensens Jeger" dalla compilation Ildjarn-Nidhogg.
Nel 2006, il sito del gruppo ha dichiarato che non saranno più pubblicate notizie sulla band, dal momento che la carriera di Ildjarn si è conclusa. Il titolo della compilation del 2005, Ildjarn is Dead, fa riferimento a questa decisione. Parte del motivo che spinse Vidar Vaaer a porre fine al progetto fu la rottura del suo registratore a 4 tracce (lo stesso registratore era stato usato durante gli anni precedenti alla formazione degli Emperor, pubblicati sotto il nome Thou Shalt Suffer).

## Discografia

### Album in studio
- 1995 - Ildjarn
- 1996 - Forest Poetry
- 1996 - Landscapes
- 1996 - Strength And Anger
- 2002 - Hardangervidda (con Nidhogg)

### EP
- 1993 - Norse (con Nidhogg)
- 1996 - Svartfråd (con Nidhogg)
- 2002 - Hardangervidda Part 2 (con Nidhogg)
- 2004 - Nocturnal Visions

### Demo
- 1992 - Unknown Truths
- 1992 - Seven Harmonies Of Unknown Truths
- 1993 - Ildjarn
- 1994 - Minnesjord

### Compilation
- 1995 - Det Frysende Nordariket
- 2002 - 1992-1995
- 2003 - Ildjarn-Nidhogg
- 2005 - Ildjarn 93
- 2005 - Ildjarn Is Dead

## Membri
- Ildjarn (Vidar Vaaer) – voce, chitarra, basso, batteria, sintetizzatore
- Nidhogg – voce, tastiera, batteria (membro occasionale)
- Samoth – voce (membro occasionale)
- Ihsahn – voce (membro occasionale)